# Vladislav Lemiş
Vladislav Yuryeviç Lemiş (in russo Владислав Юрьевич Лемиш?, Vladislav Jur'evič Lemiš; Baku, 20 agosto 1970 – Krasnodar, 30 settembre 2021) è stato un calciatore sovietico con cittadinanza russa dal 1991 azero naturalizzato russo, di ruolo attaccante.

## Statistiche

### Cronologia presenze e reti in Nazionale
| Cronologia completa delle presenze e delle reti in nazionale ― Russia | Cronologia completa delle presenze e delle reti in nazionale ― Russia | Cronologia completa delle presenze e delle reti in nazionale ― Russia | Cronologia completa delle presenze e delle reti in nazionale ― Russia | Cronologia completa delle presenze e delle reti in nazionale ― Russia | Cronologia completa delle presenze e delle reti in nazionale ― Russia | Cronologia completa delle presenze e delle reti in nazionale ― Russia | Cronologia completa delle presenze e delle reti in nazionale ― Russia |
| Data                                                                  | Città                                                                 | In casa                                                               | Risultato                                                             | Ospiti                                                                | Competizione                                                          | Reti                                                                  | Note                                                                  |
| --------------------------------------------------------------------- | --------------------------------------------------------------------- | --------------------------------------------------------------------- | --------------------------------------------------------------------- | --------------------------------------------------------------------- | --------------------------------------------------------------------- | --------------------------------------------------------------------- | --------------------------------------------------------------------- |
| 16-8-1992                                                             | Mosca                                                                 | Russia                                                                | 2 – 0                                                                 | Messico                                                               | Amichevole                                                            | -                                                                     | 80’                                                                   |
| Totale                                                                |                                                                       | Presenze                                                              | 1                                                                     |                                                                       | Reti                                                                  | 0                                                                     |                                                                       |

| Cronologia completa delle presenze e delle reti in nazionale ― Azerbaigian | Cronologia completa delle presenze e delle reti in nazionale ― Azerbaigian | Cronologia completa delle presenze e delle reti in nazionale ― Azerbaigian | Cronologia completa delle presenze e delle reti in nazionale ― Azerbaigian | Cronologia completa delle presenze e delle reti in nazionale ― Azerbaigian | Cronologia completa delle presenze e delle reti in nazionale ― Azerbaigian | Cronologia completa delle presenze e delle reti in nazionale ― Azerbaigian | Cronologia completa delle presenze e delle reti in nazionale ― Azerbaigian |
| Data                                                                       | Città                                                                      | In casa                                                                    | Risultato                                                                  | Ospiti                                                                     | Competizione                                                               | Reti                                                                       | Note                                                                       |
| -------------------------------------------------------------------------- | -------------------------------------------------------------------------- | -------------------------------------------------------------------------- | -------------------------------------------------------------------------- | -------------------------------------------------------------------------- | -------------------------------------------------------------------------- | -------------------------------------------------------------------------- | -------------------------------------------------------------------------- |
| 19-4-1994                                                                  | Ta' Qali                                                                   | Malta                                                                      | 5 – 0                                                                      | Azerbaigian                                                                | Amichevole                                                                 | -                                                                          | 46’                                                                        |
| Totale                                                                     |                                                                            | Presenze                                                                   | 1                                                                          |                                                                            | Reti                                                                       | 0                                                                          |                                                                            |